# Rio Willamette
O rio Willamette (em inglês:  Willamette River) é um afluente do rio Colúmbia, de 301 km de comprimento, no noroeste do Oregon, Estados Unidos. A sua bacia tem cerca de 29 730 km², cerca de 12% da área total do estado do Oregon. As capital do estado (Salem), e a maior cidade (Portland), ficam nas suas margens.
Fluindo para norte num vale (Vale do Willamette) encaixado entre as cordilheiras Coastal Range e Cascade Range, o rio e vários dos seus afluentes formam uma bacia onde vive 70% da população do Oregon, incluindo a sua maior cidade (Portland, que fica ao longo de ambas as margens do rio perto da sua confluência com o rio Colúmbia. O seu produtivo vale é alimentado pelas prolíficas precipitações no lado ocidental da Cascade Range, formando uma das regiões agrícolas mais férteis da América do Norte, e que foi o destino sonhado para muitos, se não a maioria, dos emigrantes que seguiram o trilho do Oregon. O rio foi uma rota de transporte muito importante durante grade parte da história inicial do estado do Oregon e dos anteriores Oregon Country e Território do Oregon, sendo o meio de transporte de grandes quantidades de madeira que se obtinha na sua bacia e dos recursos agrícolas do estado para o mundo exterior.

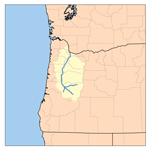
A bacia hidrográfica do Willamette.

Partes da margem (Willamette Floodplain) foram estabelecidas como "National Natural Landmark" em 1987; dez anos depois o rio foi listado como um dos dez "American Heritage Rivers" a nível nacional.
Desde 1900, mas de 15 grandes barragens e muitas outras de menor dimensão foram construídas na bacia hidrográfica do Willamette, sendo 13 delas geridas pelo U.S. Army Corps of Engineers (USACE). As barragens são usadas principalmente para produção de energia hidroelétrica, para armazenamento de água para irrigação, e para poder levar água para outros canais mais fundos e mais estreitos, para prevenir inundações.
O rio Willamette e seus afluentes são ricos em biodiversidade, incluindo 60 espécies de peixes como salmão e truta, apesar da construção de barragens e da existência de forte poluição no seu troço final.

## Descrição
O rio Willamette surge de três afluentes diferentes que fazem um percurso iniciado nas montanhas do sul e do sudeste de Eugene, no extremo meridional do vale de Willamette. Os afluentes no troço médio e troço norte do Willamette surgem do lado ocidental das «Cascades» entre Three Sisters a sul de Diamond Peak, com o afluente médio que recebe caudal de noroeste de Oakridge e segue para noroeste através das montanhas do extremo meridional do vale de Willamette.

## Cheias
Devido ao volume e a sazonalidade da precipitação no seu vale, o rio Willamette é sujeito a enchentes de grande alcance e impacto. A última enchente com graves consequências humanas (8 mortos) e prejuízos (500 milhões de dólares) foi em janeiro e fevereiro de 1996.